# 契約主義
契約主義（けいやくしゅぎ、contractualism）とは、哲学における用語であり、主に二つの意味を持つ。一つは、社会契約の伝統における政治理論の一群を指し、この場合、契約主義という用語は契約論的立場を含むすべての社会契約理論を総称するものとして用いられる。もう一つは、T・M・スキャンロンによって近年展開された倫理理論を指し、特に彼の著書『What We Owe to Each Other』（1998年）において詳述されている。
政治思想の歴史における社会契約論者には、ヒューゴ・グロティウス（1625年）、トマス・ホッブズ（1651年）、サミュエル・プフェンダー（1673年）、ジョン・ロック（1689年）、ジャン＝ジャック・ルソー（1762年）、イマヌエル・カント（1797年）などが含まれる。近年では、ジョン・ロールズ（1971年）、デイヴィッド・ゴーティエ（1986年）、フィリップ・ペティット（1997年）などが挙げられる。